# بالاشيكا (مقاطعة سمارا)
بالاشيكا (بالروسية: Балашейка) هي مدينة في مقاطعة سمارا أوبلاست في روسيا. يبلغ عدد سكانها حوالي 3114 نسمة.